# Maria Ward
 Maria Ward  (właśc. Mary Ward, ur. 23 stycznia 1585 w Ripon, zm. 30 stycznia 1645) – Czcigodna Służebnica Boża Kościoła katolickiego, katolicka siostra zakonna, założycielka Instytutu Błogosławionej Dziewicy Maryi (Institute of the Blessed Virgin Mary (IBVM)).